# Neotrichia riparia
Neotrichia riparia är en nattsländeart som beskrevs av Oliver S. Flint Jr. och Reyes-arrunategui 1991. Neotrichia riparia ingår i släktet Neotrichia och familjen smånattsländor. Inga underarter finns listade i Catalogue of Life.